# Нафтова колиска Європи: забута історія Польщі та України
«Нафтова колиска Європи: забута історія Польщі та України»  - проєкт покликаний для збереження та промоції культурної спадщини Бориславського нафтопромислу. «Нафтова колиска Європи: забута історія Польщі та України» співфінансується Європейським Союзом в рамках Програми транскордонної співпраці Польща-Білорусь-Україна 2014-2020. Головний Бенефіціар проєкту – Бориславська міська рада. Партнер – Гміна Санок (Польща).

## Історичні умови проєкту
Партнери  проєкту поділяють спільну культурну та історичну спадщину, пов’язану з видобутком нафти-сирця, починаючи з 16 століття. Регіон залишається колискою європейської нафтової промисловості. На межі XIX-ХХ століть його виробництво в Бориславському та Сяноцькому районах займало 3 місце у світі. 
Потенціал цієї спадщини недостатньо охороняється, популяризується та використовується. Причиною цього є недостатній рівень польсько-української співпраці. Загальна мета проекту – покращити культурні зв’язки та співпрацю між партнерами, що призведе до підвищення привабливості польсько-українського прикордоння та використання історичного потенціалу. 
Основна діяльність проекту: 
– експертні послуги
– наукові, історичні. Послуги замовлятимуть для проведення історико-туристичних досліджень, пов’язаних із вітчизняною нафтовою галуззю. 
– вивчення архівних колекцій нафтогазовидобутку. 
– аналіз використання історичних об’єктів розвідки нафти і газу в туристичних цілях. 
– створення та встановлення пам’ятника Йогану Зегу
– створення та встановлення пам’ятника Ігнацію Лукасевичу 
– розробка загального дизайну логотипу. 
– створення спільного веб-сайту проекту з електронним каталогом історичних об’єктів нафтогазової промисловості 
– видання двомовного альбому про історію нафтової промисловості Борислава та району Сянок 

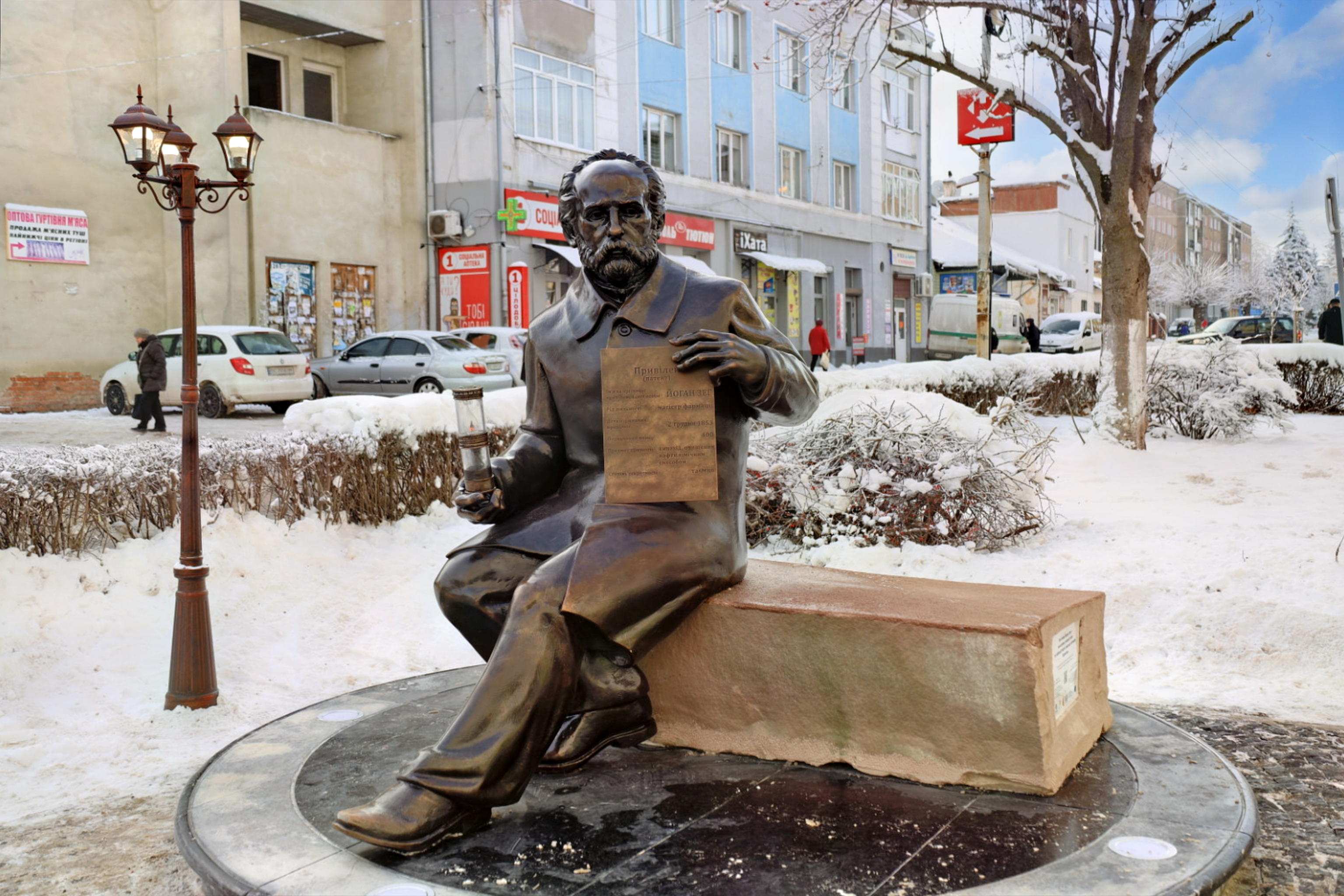
Пам'ятник Йогану Зегу на вул. Шевченка

– конференції «Нафтова колиска Європи: забута історія Польщі та України». Цільові групи проекту та кінцеві бенефіціари: туристи, члени місцевих громад, які працюють у туристичному секторі (гіди, власники B&B), місцеві жителі.

## Результати проєкту
- 09.03.2021 – Бориславська міська рада оголошує Конкурс на кращу концептуальну пропозицію спорудження пам’ятника Йогану Зегу.[3]
- 05-03-2021 - 25-03-2021  – Триває реалізація проекту «Нафтова колиска Європи: забута історія Польщі та України». Тож ми продовжуємо знайомити вас з історичними публікаціями експертів про нафтову історію міста.[4]
- 15.09.2021 – в рамках виконання проєкту «Нафтова колиска Європи: забута історія Польщі й України», який реалізується Бориславом та Гміною Санок у Програмі транскордонного співробітництва Польща-Білорусь-Україна 2014-2020 та фінансується Європейським Союзом, проводився тренінг для осіб, які займаються вивченням, збереженням та промоцією культурної спадщини. На зустріч прибула польська делегація на чолі із війтом гміни Санок Анною Галас.
- 09.12.2021 – у центральній частині Борислава урочисто відкрили пам’ятник Йогану Зегу — людині, що освітила цілий світ і не тільки. Після дійства, що відбулося біля самого меморіалу, пройшов семінар, присвячений відкриттю пам’ятника.[5]
- 08.02.2022  – “Забута нафтова колиска Європи” – саме під такою назвою вийшло видання двомовного альбому про історію нафтової промисловості в Бориславі та гміні Санок. Три тисячі примірників готові до розповсюдження, і вже невдовзі прибудуть до нас з Польщі. А вже через декілька днів альбом буде доступний в електронному вигляді. Тож кожен охочий ознайомитися з минулим нашого міста матиме змогу завантажити видання. У книзі можна знайти найцікавіші факти з історії видобування нафти як у Бориславі, так і в гміні Сянок. Авторами текстів є Даміан Новак, Лукаш Байда та Тарас Гриневич.